# جورج طزول
جورج طزول هو أخر حُكام إمبراطورية الخزر، وقد استمر كحاكم حتى عام 1016، ثم انهدمت الإمبراطورية بعد ذلك. أما اسمه فهو اسم مسيحي.
ووفقا للمصادر البيزنطية فإن البيزنطيين قد تفاهموا مع الروس والقبائل التركية الأخرى وكانوا سببا في انهدام دولة الخزر. وقد قام البيزنطين بالاتحاد مع الروس لمهاجمة الخزر في الفترة بين 1016-1019، وقد استولوا على تومتاراكان. وقد قبل حاكم الخزر جورج طزول بالمسيحية ليحصل على الدعم من البيزنطين لمواجهة الروس، إلا أن حاكم البيزنطين باسيل الثاني لم يساعد ملك الخزر، وقد أرسل ملك البيزنطين أسطوله البحري لمساعدة الجيش الروسي وحاكمه سفياتوبولك فلاديميروفيتش الأول. وقد وقع جورج طزول أخر حاكم للخزر أسيرا في تلك المعركة، وعندما قبل بالمسيحية تحول اسمه إلى أربون. وبعد ذلك قام مستلاف (حاكم روسي) بتحويل تومتاراكان إلى حكمه، وفي عام 1022 قام بمهاجمة أخوه ياروسلاف الحكيم الذي في كييف بمساعدة الخزريين. ومن بعد عام 1016 بدأت تنشئ امارات صغيرة في إمبراطورية الخزر التي بدأ نجمها في الخفوت، حتى أسقطها البيتشنغ بالضربة القاضية في 1030. وتذكر المصادر الروسية أن الخزر أصبحوا تابعين للروسيا الكييفية في حوالي عام 1095 . وقام يتشجيع ملك الروس مستيلاف لمهاجمة الخزر، وقد أرسل ملك البيزنطين أسطوله البحري لمساعدة الجيش الروسي. وقد انهارت إمبراطورية الخزر بسبب تأثير الإمبراطورية البيزنطية في القرن الحادي عشر.